# Dimineața cuvintelor
Dimineața cuvintelor este un film românesc din 1979 regizat de Luiza Ciolac.